# Pierce Butler (Richter)

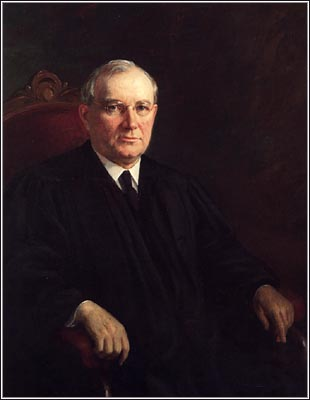
Pierce Butler

Pierce Butler (* 17. März 1866 in Pine Bend, Minnesota; † 16. November 1939 in Washington, D.C.) war ein US-amerikanischer Jurist, der während seiner langjährigen Tätigkeit als Richter am Obersten Gerichtshof der USA (US Supreme Court) wegen seiner vom Katholizismus geprägten konservativen Ansichten in der Zeit des New Deal zu den sogenannten Four Horsemen of the Supreme Court gehörte. Butler war einer von 14 katholischen Richtern unter den bis heute ernannten 113 Mitgliedern des Obersten Gerichtshofes.

## Leben

### Rechtsanwalt und Staatsanwalt
Der aus einer irischen Einwandererfamilie stammende Butler studierte nach dem Schulbesuch am Carleton College, schloss dieses 1887 ab und trat während des Studiums der akademischen Verbindung Phi Kappa Psi bei. Nach seiner anwaltlichen Zulassung im Bundesstaat Minnesota 1888 nahm er eine Tätigkeit als Rechtsanwalt in der Kanzlei Pinch and Twohy auf.
Nachdem er zwischen 1891 und 1893 stellvertretender District Attorney im Ramsey County war, übernahm er im Anschluss von 1893 bis 1897 das Amt des Bezirksstaatsanwalts in diesem County. Danach war er von 1897 bis 1899 Partner der Anwaltskanzlei How & Butler, ehe er zwischen 1899 und 1905 als Justiziar und juristischer Chefberater der Chicago & St. Paul Railroad fungierte. Im Anschluss war Butler, der zeitweise auch Mitglied des Verwaltungsrates (Board of Regents) der University of Minnesota war, Rechtsanwalt in der Kanzlei Jared How und wurde 1908 zum Präsidenten der Minnesota State Bar Association (Rechtsanwaltskammer des Staats Minnesota) gewählt.
Zwischen 1912 und 1922 war er als Rechtsanwalt für mehrere nordamerikanische Eisenbahngesellschaften erfolgreich tätig und erstritt unter anderem 12 Millionen US-Dollar für die Aktionäre der Toronto Street Railway.

### Richter am US Supreme Court

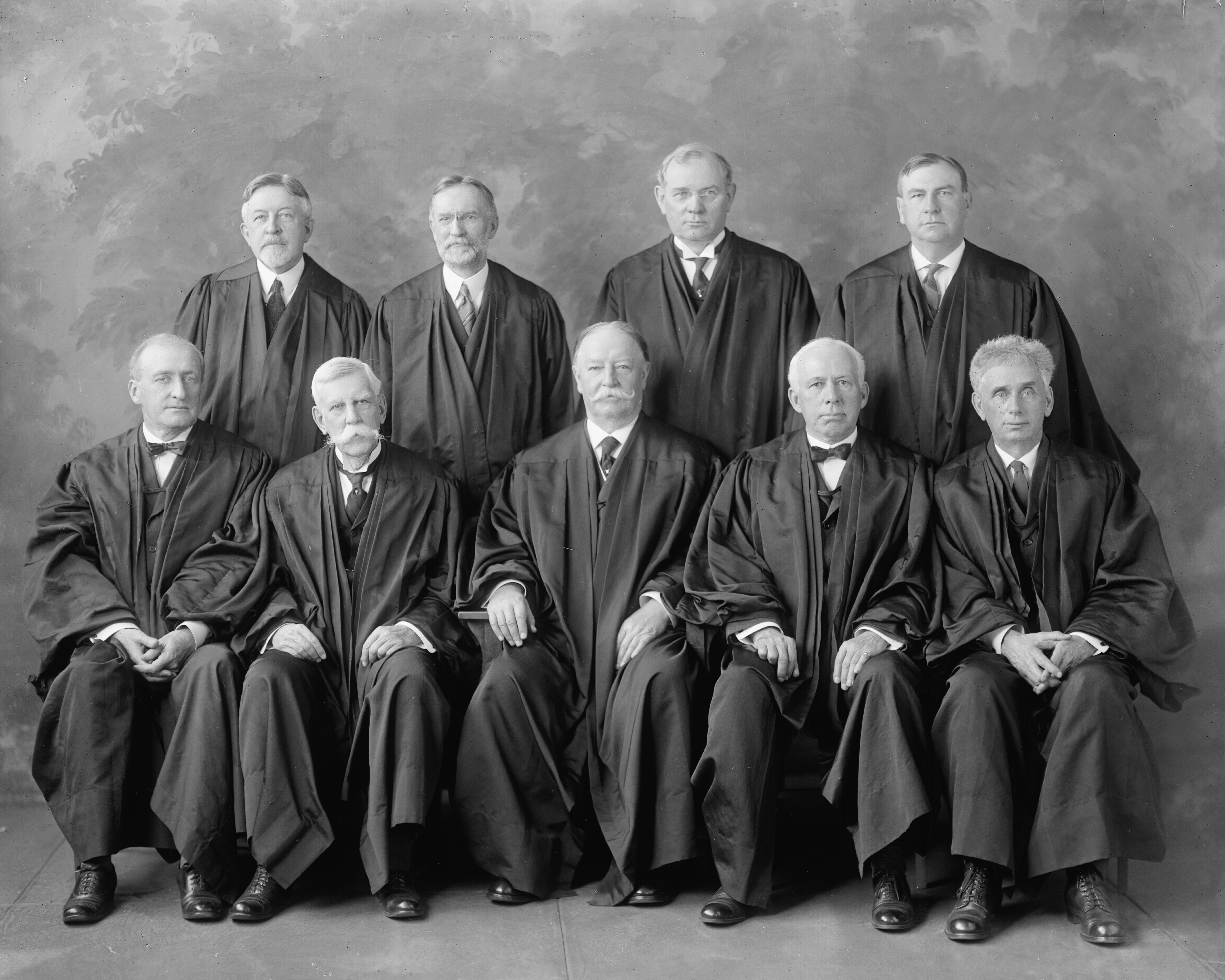
Die Richter des Obersten Gerichtshofs in der Besetzung von 1925
James McReynolds (sitzend 1. v. l.)
Willis Van Devanter (sitzend 2. v. r.)
George Sutherland (stehend 2. v. l.)
Pierce Butler (stehend 2. v. r.)

Am 21. Dezember 1922 wurde Pierce, der der Demokratischen Partei nahestand, vom republikanischen US-Präsident Warren G. Harding zum Beigeordneten Richter am Obersten Gerichtshof der USA berufen und trat sein Amt offiziell am 2. Januar 1923 an. Seine Berufung zum Nachfolger von William R. Day löste zuvor eine Kontroverse aus, da ihm seine offenen Ablehnungen von „radikalen“ und „illoyalen“ Professoren an der University of Minnesota vorgeworfen wurden. Gleichwohl erhielt er im US-Senat eine breite Zustimmung von 61 Stimmen, während fünf demokratische (Walter F. George, William J. Harris, James Thomas Heflin, Morris Sheppard und Park Trammell) und drei republikanische Senatoren (Robert M. La Follette, Peter Norbeck und George W. Norris) gegen seine Berufung stimmten.
Während seiner bis zu seinem Tod dauernden Tätigkeit als Associate Justice gehörte er zusammen mit James C. McReynolds, George Sutherland und Willis Van Devanter während der Zeit des New Deal zur Richtergruppe der Four Horsemen. Kennzeichnend für ihr gemeinsames Wirken war eine ausgeprägt konservative politische Haltung sowie ab dem Beginn der 1930er Jahre ihre erbitterte Ablehnung der Wirtschafts- und Sozialreformen der Regierung von US-Präsident Franklin D. Roosevelt. Die Four Horsemen standen in ihrer Ablehnung der New-Deal-Gesetzgebung den drei liberalen Richtern Louis Brandeis, Benjamin N. Cardozo und Harlan Fiske Stone gegenüber, so dass in dieser Konstellation für die Entscheidungen des aus neun Richtern bestehenden Gerichtshofs das Stimmverhalten der zwei Richter ausschlaggebend war, die keinem der beiden Blöcke zugerechnet wurden. Von diesen beiden stimmte der Vorsitzende Richter Charles Evans Hughes meist mit den drei liberalen Richtern, während Owen Roberts oft zu den vier konservativen Richtern tendierte. Die Ära der Four Horsemen endete 1937 mit dem Rückzug von Willis Van Devanter und George Sutherland vom Gerichtshof sowie der Ernennung von progressiv eingestellten Nachfolgern durch Roosevelt.

#### Bedeutende Entscheidungen des US Supreme Court
Butler wirkte in seiner Zeit am Obersten Gerichtshof an mehreren bedeutenden Entscheidungen mit wie zum Beispiel:
- In dem Verfahren Meyer v. Nebraska (1923) entschied der US Supreme Court, dass eine Regelung, die Schulunterricht in einer modernen, aber nichtenglischen Sprache verbietet, gegen den 14. Verfassungszusatz der Verfassung der Vereinigten Staaten verstößt. Butler schloss sich dabei der von McReynolds verfassten Mehrheitsmeinung an.
- In dem Verfahren Buck v. Bell (1927) bestätigte der Oberste Gerichtshof, dass ein Gesetz zur Zwangssterilisation von „Untauglichen“ (‚Unfit‘) wie Menschen mit geistiger Behinderung im Bundesstaat Virginia zum „Schutz und für die Gesundheit eines Staates“ geeignet sei. Das Urteil wurde weitgehend als höchstrichterliche Billigung einer negativen Eugenik gesehen und als Versuch, die menschliche Rasse durch die Eliminierung von „Defekten“ zu verbessern. Butler vertrat als einziger Richter eine abweichende Meinung.
- In dem Verfahren United States v. Schwimmer (1929) verfasste er die Mehrheitsmeinung des Gerichtshofes, die mit sechs zu drei Richterstimmen angenommen wurde. In dem Verfahren zur Einbürgerung des aus Ungarn stammenden Klägers entschied das Gericht, dass Pazifisten nicht die Anlage und die Hingabe für die US-Verfassung haben können, wie sie bei ausländischen Staatsangehörigen bei einer Einbürgerung erforderlich ist.
- In dem Verfahren Palko v. Connecticut (1937) entschied der Supreme Court, dass das durch den 5. Zusatzartikel zur US-Verfassung garantierte Verbot der doppelten Bestrafung (Ne bis in idem (Double Jeopardy)) nicht durch den 14. Zusatzartikel zu einem Grundrecht in den einzelnen Bundesstaaten wurde. Butler war der einzige Richter, der eine abweichende Entscheidung vertrat. Das Urteil wurde 1969 durch die Entscheidung in dem Verfahren Benton v. Maryland abgewandelt.

Nach seinem Tod infolge einer Zystitis wurde Butler auf dem Calvary Cemetery in Saint Paul bestattet. Sein Nachfolger als Beigeordneter Richter wurde der bisherige US Attorney General Frank Murphy.